# Leverstigmata
Leverstigmata är en grupp symtom på levern som indikerar en leversjukdom. Här ingår:
- Ikterus sclerae
- Spider naevi
- palmarerytem
- gynekomasti (män)
- förstärkt venteckning buk
- Caput medusae (navel)
- Foeter hepaticus (söt lukt hos andedräkt och urin)